# 下田北斗
下田 北斗（しもだ ほくと、1991年11月7日 - ）は、神奈川県平塚市出身のプロサッカー選手。Jリーグ・FC町田ゼルビア所属。ポジションはミッドフィールダー（MF）。
妻は女優・タレントの水谷彩咲。

## 来歴
平塚市立崇善小学校、平塚市立江陽中学校、大清水高校（現在の藤沢清流高校）を経て、専修大学へ入学。2年生でレギュラーに定着し、その年から3年連続で関東大学サッカーリーグ1部優勝を果たし、4年時にはリーグ戦MVPを受賞した。同大学の一学年先輩に鈴木雄也、同期に長澤和輝、一学年後輩に仲川輝人、北爪健吾らがいる。
2011年から全日本大学選抜に選出され、2013年7月にロシア・カザンで行われた第27回夏季ユニバーシアードでは、日本代表として出場し、銅メダルを獲得した。
2014年、ヴァンフォーレ甲府へ入団。同期加入に、松本大輝、若杉好輝らがいる。開幕前のキャンプ中に山梨県全体を襲った平成26年の大雪の影響により国立競技場での開催となった鹿島アントラーズとの開幕節に新人ながらスタメン起用される。
2年目の2015年途中に監督が樋口靖洋から佐久間悟に交代するとボランチのレギュラーを奪取し、リーグ戦22試合に出場を果たした。また、5月30日にアウェイ開催された第14節アルビレックス新潟戦にてJリーグ初ゴールを決めた。試合も下田と伊東純也のゴールで0-2で甲府が勝利。
2016年、小さな頃から応援していたという湘南ベルマーレに完全移籍。2009年11月21日に開催された甲府対湘南戦では、アウェーとなる山梨県小瀬スポーツ公園陸上競技場に駆け付け、湘南のJ1昇格を見届けたことをインタビューなどでコメントしている。ホームBMWスタジアム平塚で開催された開幕節（対新潟戦）にて、石川俊輝とハーフタイムに交代し、途中出場。移籍後初出場となった。6月11日、吹田スタジアムで開催されたガンバ大阪戦にて、2ゴールを挙げ移籍後初ゴールを記録。両ゴールともに豪快なミドルシュートでの得点であった。
2018年、川崎フロンターレに完全移籍。第26節の北海道コンサドーレ札幌戦（等々力）で家長昭博のクロスにボレーで合わせて移籍後初ゴールを決めた。川崎では在籍3年間で、二度のJ1リーグ優勝（2018年、2020年）ならびにJリーグカップ優勝（2019年）に貢献した。
2021年、大分トリニータに完全移籍。第38節の柏レイソル戦（三協F柏）にて直接FKを決めて、移籍後初ゴール。
第101回天皇杯では、準決勝の古巣川崎フロンターレ戦にて、0-0のまま延長戦に突入した113分に小林悠のゴールで先制されたものの、120+1分にコーナキックからエンリケ・トレヴィザンのゴールをアシスト。続くPK戦でも一巡目のキッカーを務めこれを成功し、決勝進出に貢献。浦和レッズとの決勝戦（国立競技場）においても、江坂任に先制ゴールを決められ0-1のビハインドで迎えた90分に伊佐耕平との連携からクロスをあげペレイラの同点ゴールを演出した。その後チームは、90+3分に槙野智章にゴールを許し準優勝となったが、決勝進出並びに準優勝に寄与した。
翌2022年はチームはJ2降格となったが残留し、1年間キャプテンを務め、自身プロ入り後最多となるリーグ戦35試合に出場した。
2023年、FC町田ゼルビアに完全移籍。新任の黒田剛監督のJリーグ初陣となったベガルタ仙台とのJ2開幕戦（町田GIONスタジアム）にて先発出場。移籍後、初出場となった。
5月17日、第16節のレノファ山口FC戦（町田GIONスタジアム）にて、平河悠が得たPKを決め、移籍後初ゴール。試合もミッチェル・デュークと下田のゴールで2-0で町田が勝利した。終盤よりスタメン復帰し、リーグ戦ラスト5試合で、3ゴールを上げ、チームのJ2優勝・J1昇格に貢献した。

## エピソード
- 2023年12月19日、2024シーズンの契約更新とともに、女優・タレントの水谷彩咲と結婚を発表[14]。

## 所属クラブ
- 1998年 - 2000年 崇善FC（平塚市立崇善小学校）
- 2001年 - 2003年 勝原SC（平塚市立崇善小学校）
- 2004年 - 2006年 平塚市立江陽中学校
- 2007年 - 2009年 神奈川県立大清水高等学校（現在の神奈川県立藤沢清流高等学校）
- 2010年 - 2013年 専修大学
- 2014年 - 2015年  ヴァンフォーレ甲府
- 2016年 - 2017年  湘南ベルマーレ
- 2018年 - 2020年  川崎フロンターレ
- 2021年 - 2022年  大分トリニータ
- 2023年 -  FC町田ゼルビア

## 個人成績
| 国内大会個人成績 | 国内大会個人成績 | 国内大会個人成績 | 国内大会個人成績 | 国内大会個人成績 | 国内大会個人成績 | 国内大会個人成績 | 国内大会個人成績 | 国内大会個人成績 | 国内大会個人成績 | 国内大会個人成績 | 国内大会個人成績 |
| 年度             | クラブ           | 背番号           | リーグ           | リーグ戦         | リーグ戦         | リーグ杯         | リーグ杯         | オープン杯       | オープン杯       | 期間通算         | 期間通算         |
| 年度             | クラブ           | 背番号           | リーグ           | 出場             | 得点             | 出場             | 得点             | 出場             | 得点             | 出場             | 得点             |
| 日本             | 日本             | 日本             | 日本             | リーグ戦         | リーグ戦         | リーグ杯         | リーグ杯         | 天皇杯           | 天皇杯           | 期間通算         | 期間通算         |
| ---------------- | ---------------- | ---------------- | ---------------- | ---------------- | ---------------- | ---------------- | ---------------- | ---------------- | ---------------- | ---------------- | ---------------- |
| 2014             | 甲府             | 18               | J1               | 11               | 0                | 4                | 0                | 2                | 0                | 17               | 0                |
| 2015             | 甲府             | 18               | J1               | 22               | 2                | 5                | 0                | 3                | 0                | 30               | 2                |
| 2016             | 湘南             | 22               | J1               | 23               | 2                | 4                | 0                | 1                | 3                | 28               | 5                |
| 2017             | 湘南             | 22               | J2               | 10               | 0                | -                | -                | 2                | 0                | 12               | 0                |
| 2018             | 川崎             | 22               | J1               | 5                | 1                | 0                | 0                | 2                | 0                | 7                | 1                |
| 2019             | 川崎             | 22               | J1               | 15               | 0                | 4                | 1                | 3                | 0                | 22               | 1                |
| 2020             | 川崎             | 22               | J1               | 14               | 0                | 2                | 0                | 0                | 0                | 16               | 0                |
| 2021             | 大分             | 11               | J1               | 32               | 1                | 3                | 0                | 3                | 0                | 38               | 1                |
| 2022             | 大分             | 11               | J2               | 35               | 3                | 0                | 0                | 1                | 0                | 36               | 3                |
| 2023             | 町田             | 18               | J2               | 31               | 5                | -                | -                | 1                | 0                | 32               | 5                |
| 2024             | 町田             | 18               | J1               | 30               | 5                | 6                | 2                | 0                | 0                | 36               | 7                |
| 2025             | 町田             | 18               | J1               |                  |                  |                  |                  |                  |                  |                  |                  |
| 通算             | 日本             | 日本             | J1               | 152              | 11               | 28               | 3                | 14               | 3                | 194              | 17               |
| 通算             | 日本             | 日本             | J2               | 76               | 8                | 0                | 0                | 4                | 0                | 80               | 8                |
| 総通算           | 総通算           | 総通算           | 総通算           | 228              | 19               | 28               | 3                | 18               | 3                | 274              | 25               |

| 国際大会個人成績 | 国際大会個人成績 | 国際大会個人成績 | 国際大会個人成績 | 国際大会個人成績 |
| 年度             | クラブ           | 背番号           | 出場             | 得点             |
| AFC              | AFC              | AFC              | ACL              | ACL              |
| ---------------- | ---------------- | ---------------- | ---------------- | ---------------- |
| 2018             | 川崎             | 22               | 1                | 0                |
| 2019             | 川崎             | 22               | 0                | 0                |
| 通算             | AFC              | AFC              | 1                | 0                |

- Jリーグ初出場 - 2014年3月1日 J1第1節 vs 鹿島アントラーズ（国立競技場）
- Jリーグ初得点 - 2015年5月30日 J11stステージ 第14節 vs アルビレックス新潟（デンカビッグスワンスタジアム）

## タイトル

### クラブ
専修大学
- 全日本大学サッカー選手権大会（2011年）
- 関東大学サッカーリーグ戦1部：3回（2011年、2012年、2013年）
- 関東大学サッカーリーグ戦2部（2010年）

湘南ベルマーレ
- J2リーグ（2017年）

川崎フロンターレ
- J1リーグ：2回（2018年、2020年）
- Jリーグカップ（2019年）

FC町田ゼルビア
- J2リーグ（2023年）

### 個人
- 関東大学サッカーリーグ戦1部 MVP (2013年）
- 関東大学サッカーリーグ戦1部 ベストイレブン：2回（2012年、2013年）

## 代表歴
- ユニバーシアード日本代表
  - 第27回夏季ユニバーシアード